# Aeropuerto Internacional de Formosa
El Aeropuerto Internacional de Formosa (FAA: FMA - IATA: FMA - OACI: SARF), es un aeropuerto comúnmente conocido como Aeropuerto El Pucú, por ser este un arroyo que lo rodea. Este aeródromo se encuentra ubicado a unos 7 km hacia el sur del centro de Formosa, en la Provincia de Formosa. Es unos de los tres aeropuertos pavimentados de la provincia junto con los de El Pucú, Las Lomitas e Ingeniero Juárez. En la actualidad la terminal cuenta con una superficie total de 1.650m2. En 2019 circularon por el aeropuerto  105.000 pasajeros.

## La terminal
El aeropuerto presenta dos niveles principales. En la planta baja del edificio, se encuentra el hall que alberga los mostradores de venta de pasajes y oficinas de despacho de tráfico.
En el sector derecho desde la entrada principal se halla el restaurante y snack bar, al cual se accede por medio de una pequeña escalera, ya que este se encuentra en un entrepiso que lo localiza en un nivel más elevado que el hall central.
Del lado izquierdo se accede al sector de check-in, control de equipajes y embarque y desembarque de pasajeros. Se encuentra allí una pequeña sala vidriada con asientos, habilitada para la espera de los viajeros. Desde ese sector se accede también a la planta alta por medio de una escalera.
En la planta superior se halla un moderno salón de eventos habilitado a mediados de la década de 1980. En él se producen las recepciones de importantes personalidades que visitan la ciudad (como Presidentes de la Nación, deportistas o referentes culturales); así como también se encuentra habilitado para celebrar aniversarios, casamientos, etcétera.

## Accesos
Al aeropuerto se accede por la Ruta Nacional 11 km 1,167 (P3600) y sus coordenadas son latitud 26° 12' 51" S y longitud 58° 13' 50" O.

## Información general
Propietario: Fuerza Aérea Argentina
Administrador y Explotador: Aeropuertos Argentina 2000 (desde marzo de 1999)
Dirección: Ruta Nacional 11; KM 1,052 (3600) Formosa; Argentina
Teléfono informes: (54 370) 445-0463 / 0521
Ubicación: 26° 12' 51" S - 58° 13' 50" O, a 7 km (4,5 millas) al sur de la ciudad de Formosa por Ruta Nacional 11
Habilitación: Internacional Primera
Categoría OACI: 4C
Área total del predio: 430 ha
Aeroestación: 960 m²
Pistas:
Pista 1: 04/22 1800 x 40 (Asf)
Comunicación:
TWR/APP Formosa Torre
119.1 MHz (Ppal)
119 MHz (Aux)
Plataforma: 9,330 m² (incluido Aeroclub)
Superficie Edilicia: 2,079 m²
Terminal de Psajeros: 1,050 m²
Calles de Rodaje: 9,330 m²
Hangares: 300 m²
Ciudades que sirve: Buenos Aires, Corrientes, Resistencia, Córdoba, Asunción
Transporte: Remises (taxi diferencial), taxis y buses urbanos
Comodidades: Teléfonos públicos y acceso a internet Wi-Fi.
Observaciones:
Habilitado vuelo nocturno
Horario de operación: 10:00 a 02:30 UTC (domingos)

## Medios de transporte desde y hacia el aeropuerto
Carreteras de acceso: la RN 11;
Taxis: Sí
Remises: Sí
Buses urbanos: Línea 25 "Crucero del Sur"
Distancia al centro de la ciudad: 7 km

## Servicios
- Alquiler de autos
- Telefonía pública
- Acceso a Internet WiFi
- Gastronomía
  - Restaurante y Snack Bar
- Compras
  - Drugstores con productos regionales, golosinas, diarios, revistas, etc.
- Comodidades para minusválidos
- Estacionamiento[5][6]
  - Total posiciones de estacionamiento: 150
  - Posiciones para discapacitados: 2 (no abonan tarifa)
  - Posiciones para embarazadas: 1

## Aerolíneas y destinos
| Destinos regulares | Nombre del aeropuerto    | Aerolíneas                         | Avión        | Frecuencias semanales |
| Argentina          | Argentina                | Argentina                          | Argentina    | Argentina             |
| ------------------ | ------------------------ | ---------------------------------- | ------------ | --------------------- |
| Buenos Aires       | Aeroparque Jorge Newbery | Aerolíneas Argentinas American Jet | B737 / ATR42 | 13                    |

## Aerolíneas que cesaron operación

### Aerolíneas Extintas
- LAPA (Aeroparque).
- ALTA (Aeroparque).
- Aeroposta Argentina (Resistencia, Aeroparque).

### Aerolíneas operativas
- Aerolíneas Argentinas (Corrientes, Resistencia)

## Estadísticas
| Ranking | Ciudad                               | Pasajeros (2017) | Pasajeros (2018) | Pasajeros (2019) | Variación | Aerolíneas                                                 |
| ------- | ------------------------------------ | ---------------- | ---------------- | ---------------- | --------- | ---------------------------------------------------------- |
| 1       | Buenos Aires (Aeroparque), Argentina | 105.899          | 108.605          | 104.725          | -3,57     | Aerolíneas Argentinas, Austral Líneas Aéreas, American Jet |

## Historia
El Aeropuerto Formosa se inauguró como pista 1968. En 1973 fue ampliado y convertido en aeródromo y en diciembre de 1975 finalmente adquirió su fisonomía actual, siendo inaugurado ya como aeropuerto por la presidenta Estela Martínez tras dos años de obras que permitieron transformarlo en un aeropuerto internacional El proyecto fue realizado por la Fuerza Aérea Argentina y construido por la empresa Consultora Oscar Grimaux y Asociados.
Desde su inauguración, el aeropuerto es un sitio frecuentado por los formoseños como un paseo público. En los años ’80, la confitería y el gran salón social de la terminal constituyeron un cotizado lugar de prestigio que acogió a miembros de la sociedad formoseña en sus fiestas de casamiento, agasajos, recepciones, etc. Allí se reciben a grandes personalidades que arriban a la Ciudad, como Presidentes de la Nación, o seleccionados de deportes, como el de la Selección argentina de Vóley, que jugó el año 2009 la Liga Mundial en carácter de local, y que en el 2010 y 2011 lo volvió a hacer con American Jet. 
En 2005 el gobernador Gildo Insfrán presentó un proyecto para una pista de mayor extensión para que así puedan operar aviones de mayor envergadura, inclusive vuelos directos desde países del Mercosur.
En el año 2010 se llevó a cabo la obra para dotar al aeropuerto de una nueva red contra incendios: Construcción de tanque cisterna de reserva en hormigón armado, provisión y colocación de motobomba de impulsión y red de agua con hidrantes a instalarse en el edificio de la aeroestación, playas de estacionamiento y plataforma. En 2021 comenzaron las obras de ampliación remodelación y modernización del aeropuerto con una inversión de más de 993 000 000 (novecientos treinta y tres millones) de pesos. Entre otros objetivos, se encuentra ampliar la superficie total cubierta con la nueva terminal de 2650 m² frente a los actuales 1650 m².

### Ataque guerrillero
El 5 de octubre de 1975, un grupo comando de  Montoneros intento secuestrar un Boeing 737 propiedad de Aerolíneas Argentinas.